# Pierre Chaussade
Pour les articles homonymes, voir Chaussade.
Pierre Chaussade (né le 3 juillet 1913 à Bergerac et mort le 13 novembre 1995 à Périgueux) est un homme politique, haut fonctionnaire et dirigeant d'entreprise français. Il fut président-directeur général de la Lyonnaise des eaux de 1970 à 1980.

## Biographie
Haut fonctionnaire, il fut au cours de ses affectations, Secrétaire général de l'Algérie de 1956 à 1958, préfet de l'Hérault, de la Seine-Maritime et de la région Haute-Normandie et de la région Lorraine. Il quitte la fonction publique en 1967 puis accède à la présidence de la Lyonnaise des eaux en 1970. Il restera à la tête de l'entreprise dix années durant, Jérôme Monod lui succéda.
En parallèle, il mène une carrière politique en Dordogne en devenant conseiller général du canton du Buisson-de-Cadouin en 1979 puis maire du chef-lieu de canton à partir de 1983. Il prend sa retraite politique en 1995.
Il décède quelques mois plus tard à l'âge de quatre-vingt-deux ans.

## Détail des fonctions et des mandats
- 1960 - 1979 : conseiller général du canton du Buisson-de-Cadouin
- 1983 - 1995 : maire du Buisson-de-Cadouin
- Maire de Cailly (Seine-Maritime)